# Grigori Kozintsev
Grigori Mikhaïlovitch Kozintsev  (russe : Григорий Михайлович Козинцев) est un cinéaste soviétique d'origine juive, né à Kiev (devenue la capitale de l'Ukraine à 1934) le 22 mars 1905 et mort le 11 mai 1973 à Leningrad, aujourd'hui Saint-Pétersbourg (Russie),,.

## Biographie
Grigori Kozintsev étudie le dessin et la peinture chez Alexandra Exter. Une de ses premières activités sera de participer à la décoration de trains de propagande en Ukraine. Par après, il brosse les toiles de fond de scène pour le théâtre Solovtsov de Kiev, d'après des dessins du peintre Isaac Rabinovitch. Au début de 1920, il s'installe à Petrograd et entre dans la classe de Natan Altman aux Ateliers d'Art Libres (ancienne Académie russe des beaux-arts, aujourd'hui Institut Répine) et travaille simultanément comme metteur en scène au Studio du Théâtre de l'Opéra Comique, dirigé par Koté Mardjanichvili. En octobre 1920 — à l'âge de 15 ans —, il est chargé par Mardjanichvili de concevoir et d'exécuter les décors de la pièce La Mascotte d'Edmond Audran
En 1921, Georgi Kryjitski, Grigori Kozintsev, Leonid Trauberg et Sergueï Ioutkevitch publient le manifeste Eccentricity, qui est devenu la plate-forme théorique de la Fabrique de l'acteur excentrique. En 1922, avec Leonid Trauberg, il fonde la Fabrique de l'acteur excentrique qui en 1924 deviendra l'atelier de cinéma FEKS.
En 1924, il commence à travailler à l'atelier de films de Sevzapkino (futur Lenfilm) où il réalise son premier court metrage Les Aventures d'Oktyabrina  en collaboration avec Leonid Trauberg.
Kozintsev travaille pendant un certain temps dans les théâtres, mettant en scène Virage dangereux (1939) de John Boynton Priestley au théâtre de la Comédie de Saint-Pétersbourg, Le Roi Lear (1941) au théâtre Tovstonogov, Othello (1943) et Hamlet (1954) au théâtre Alexandra.
En 1962, parait son livre Notre contemporain William Shakespeare. Il écrit les monographies historiques et théoriques Ecran profond (1971) et L'Etendue de la tragédie (publiée à titre posthume, 1973).
Depuis 1944, il dirige l'atelier de mise en scène au VGIK  (depuis 1960 - professeur). Parmi ses élèves figurent Eldar Riazanov, Stanislav Rostotski, Veniamin Dorman. De 1965 à 1971, il dirige l'atelier de réalisation aux studios Lenfilm.
Décédé le 11 mai 1973 à l'âge de 69 ans à Leningrad, l'artiste est inhumé dans la parcelle du cimetière Volkovo surnommée la passerelle des écrivains.

## Récompenses
- prix Staline de 1er classe : (1941) pour la trilogie de Maxime (1934, 1937, 1938)
- prix Staline de 2e classe : (1948) pour le film Pirogov (1947)
- Artiste du peuple de l'URSS : 1964
- prix Lénine : 1965
- ordre de Lénine : 1935
- ordre de la révolution d'Octobre
- ordre du Drapeau rouge du Travail : 1939

## Filmographie

### Films réalisés avecLeonid Trauberg
- 1924 : Les Aventures d'Octobrine - Похождения Октябрины
- 1925 : Les Michkas contre Ioudenitch
- 1926 : La Roue du diable - Чертово колесо
- 1926 : Le Manteau - Шинель, d'après la nouvelle éponyme de Gogol
- 1927 : Le Petit Frère
- 1927 : SVD : L’Union pour la grande cause - Союз великого дела
- 1929 : La Nouvelle Babylone - Новый Вавилон
- 1931 : La Seule - Одна
- 1935 : La Jeunesse de Maxime - Юность Максима
- 1937 : Le Retour de Maxime - Возвращение Максима
- 1939 : Maxime à Vyborg - Выборгская сторона
- 1941 : Rencontre avec Maxime
- 1941 : Incident au bureau du télégraphe
- 1943 : Nos jeunes filles - Наши девушки
- 1943 : Le Jeune Fritz (ru) - Юный Фриц
- 1945 : Des gens ordinaires - Простые люди

### Films réalisés seul
- 1947 : Pirogov (Пирогов)
- 1953 : Belinski (Белинский)
- 1957 : Don Quichotte (Дон Кихот)
- 1964 : Hamlet (Гамлет)[4]
- 1971 : Le Roi Lear (Король Лир - Korol Lir)